# معركة قصر دسمان
معركة قصر دسمان هي معركة نشبت في مدينة الكويت بين قوات الحرس الأميري الكويتي والقوات الخاصة العراقية في 2 أغسطس 1990 خلال الغزو العراقي للكويت. بهدف السيطرة على قصر دسمان مقر أمير الكويت.

## الهجوم على القصر
في صباح 2 أغسطس (01:30) قامت القوات الخاصة العراقية بإنزال في مدينة الكويت بالقرب من قصر دسمان مقر أمير الكويت، ثم عززت تلك القوات بمشاة البحرية العراقية في 02:30 هاجمت القوات العراقية حرس القصر بغية اقتحامه.
بحلول الساعة 03:00، كان الهجوم العراقي قد فشل في تحقيق هدفه، وتمكنت قوات الحرس الأميري من السيطرة على جميع الطرق، المؤدية إلى القصر، في الساعة 05:00 وصلت قوات مشاة البحرية العراقية وقوات خاصة مبرة جواً، تقدر بقوة لواء، وتشكلت القوات الكويتية من سرية مشاة وفصيل مدرع وأشتبكت مع القوات الكويتية في الأنحاء المجاورة للقصر وخلال ساعات من الاشتباكات وصلت دبابات الجيش العراقي إلى العاصمة وأحكمت الحصار على القصر.
في الساعة 12:00 بلغت القوات العراقية حجم فرقة كاملة بينما تشكلت القوات الكويتية من أفراد الشرطة مع لواء الحرس الأميري وقوات من الحرس الوطني حوصروا داخل حدود القصر وقد تم أُسرت قوات الحرس الأميري، والقوات المساندة لها داخل القصر.

## مصدر
- موسوعة مقاتل من الصحراء